# ایولییا چپالووا
ایولییا چپالووا ورزشکار زن رشتهٔ اسکی صحرانوردی اهل کشور روسیه است. وی در بین سال‌های ‎۱۹۹۸ تا ۲۰۰۶ میلادی در مسابقات بازی‌های المپیک زمستانی در مجموع ۶ مدال، شامل ۳ مدال طلا و ۲ نقره و ۱ برنز را کسب کرد.